# 特魯多韋 (切爾沃諾阿爾米西克區)
50°17′49″N 28°13′34″E / 50.29694°N 28.22611°E
特魯多韋（烏克蘭語：Трудове）是烏克蘭北部的村莊，隸屬日托米爾州的日托米爾區。該村面積0.73平方公里，海拔高度239米，2001年人口114，人口密度每平方公里155.31人。